# 회전의자 (영화)
"회전의자"(A Swivel Chair)는 한국에서 제작된 이형표 감독의 1966년 멜로/로맨스 영화이다. 강신성일 등이 주연으로 출연하였고 곽정환 등이 제작에 참여하였다.

## 출연

### 주연
- 강신성일
- 고은아
- 최지희
- 최남현

## 기타
- 원작자: 신봉승
- 조명: 고해진
- 미술: 홍성칠